# یامل (آلمان)
یامل (به آلمانی: Jamel) یک منطقهٔ مسکونی در آلمان است که در گگلوو واقع شده‌است. یامل ۳۵ نفر جمعیت دارد.